# Dosisleistungsmessgerät

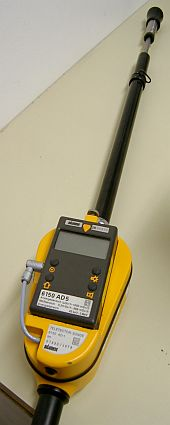
Messgerät mit Teleskopsonde

Dosisleistungsmessgeräte oder Dosisleistungsmesser werden im Strahlenschutz zur Messung der Dosisleistung verwendet. Im Gegensatz zum Dosimeter, das die während einer Zeitspanne angesammelte Strahlendosis anzeigt, misst ein Dosisleistungsmessgerät die augenblickliche Strahlendosis pro Zeit (z. B. in µSv/h).

## Ausführungen
Dosisleistungsmessgeräte gibt es in Ausführungen zum Gebrauch im Labor, aber auch robustere Ausführungen für Einsatzkräfte wie Feuerwehr oder Polizei. Oft sind solche Geräte zugleich Dosisleistungswarngeräte. Manche Einsatzgeräte sind Kombinationen aus Dosisleistungsmessgerät und Dosimeter. Dosisleistungsmessgeräte können auch behelfsmäßig (nur für gammastrahlende Kontaminationen) als Kontaminationsnachweisgeräte verwendet werden.
Ein Dosisleistungsmessgerät zum Eigenbau ist das Safecast-Gerät.

## Technik
Dosisleistungsmessgeräte enthalten als Strahlungsdetektor meist ein Geiger-Müller-Zählrohr. Die Zählrate wird auf einer analogen oder digitalen Anzeige in Einheiten der Äquivalentdosisleistung dargestellt. Bei Erreichen einer eingestellten Warnschwelle ertönt ein Signal.

## Zusatzsonden / Teleskopdosisleistungsmessgeräte

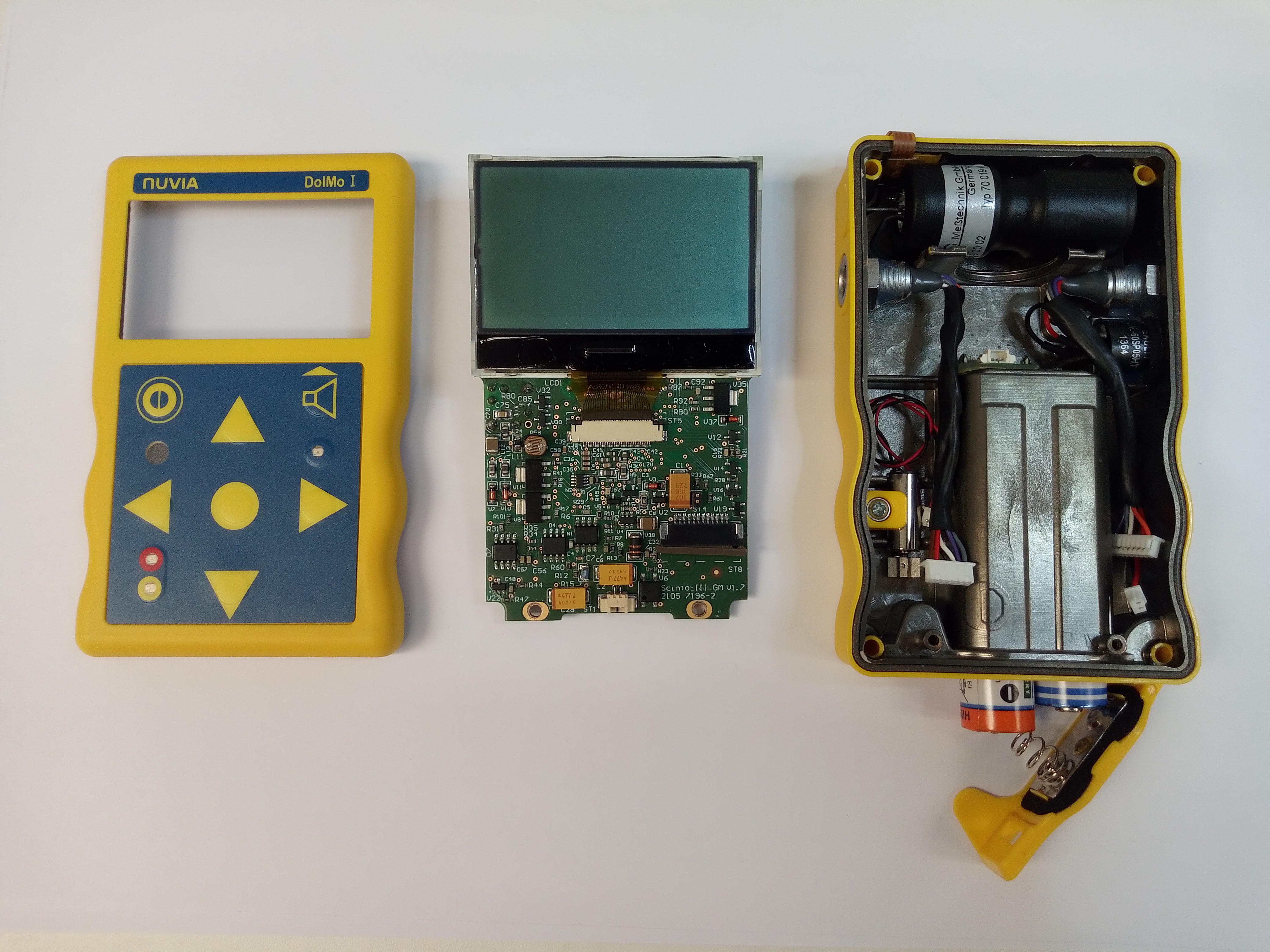
Offenes Dosis- und Dosisleistungsmessgerät mit einem Geiger-Müller Zählrohr vom Typ 70 019

Um den Benutzer des Gerätes mit einer möglichst geringen Dosis zu belasten, gibt es Dosisleistungsmessgeräte mit Teleskopsonde. Die Sonde, also der Detektor, befindet sich dann bis zu mehreren Metern entfernt vom Anzeigegerät – und damit von der bedienenden Person – an der Spitze einer ausziehbaren „Teleskopangel“. So kann z. B. die Sonde in eine Türöffnung gehalten werden, während die Person selbst die Abschirmwirkung der Gebäudewand ausnutzt. Aber auch der Abstand selbst ohne schützende Abschirmung senkt die Dosisleistung am Körper des Benutzers erheblich. Bei einer z. B. 4 Meter langen Teleskopsonde, deren Spitze sich in 1 m Abstand zu einer Strahlenquelle befindet, ist der Bediener 5 m von dieser entfernt. Sofern die Strahlenquelle klein im Vergleich zu diesem Abstand ist, beträgt die vom Bediener aufgenommene Dosisleistung – entsprechend dem  Abstandsquadratgesetz – nur 1/25 derjenigen, die aufgenommen würde, wenn er die Sonde direkt in der Hand hielte.
Teilweise verfügen diese Geräte über ein mit Schutzkappe abdeckbares Zählrohr-Endfenster, um auch den Nachweis von Betastrahlung zu ermöglichen. Je nach Hersteller und Messbereich sind auch mehrere Zählrohre in der Sonde verbaut.
Bei der Feuerwehr sind Teleskopdosisleistungsmesser mit einem Messbereich von 0,5 µSv/h bis 10 Sv/h üblich. Gamma- und Röntgenstrahlung können damit gemessen, Betastrahlung teilweise nachgewiesen werden.